# このこここのこ
『このこここのこ』は、藤こよみによる日本の漫画作品。『月刊ComicREX』（一迅社）にて、2009年7月号より2010年10月号まで連載された。藤にとって本作が初の連載作品である。

## 登場人物
苑田 遥斗（そのだ はると）
主人公その1。高校1年→2年、千紘と同学年だが誕生日が11月なので弟。
草食系というよりもおじいちゃん、昔からよくボーッとしているが、家族を侮辱された時は相手が親戚だろうと容赦なく怒る一面を持つ。
家族を大切に思っているが、それを上手く伝えられない。
高校では園芸部が無く、1年の時に茉由子から誘われて家政部に入った。庭の手入れを1人で行う。
料理の腕は悪くないが、何故か味がしっかりしない料理に仕上がってしまい、瑞穂からは『美味しくない』と言い切られる。遥巳からはマズイ、克也からは味がボンヤリしていると指摘される。ただし餃子は上手く包める。
千紘が1人で我慢するのを控えるようになってから、家だと熟年夫婦のような会話をしている。千紘を異性として好きだと自覚してからは家族として上手くやっていけるかどうか思い悩んでいた。
ふとした会話のきっかけで千紘に告白して恋人関係に。家族と恋人の関係を『急がば回れだ、ゆっくり待ちながら考える』と言った矢先『結婚したい』と言い、千紘から急がば回ってないと突っ込みをくらう。
得意料理は味付け以外なら料理全般。
後日談では大学4年生、春からは社会人になる。
明井 千紘（あけい ちひろ）
主人公その2。高校1年→2年、鞠の2人目の結婚相手の子供。遥斗と同学年だが誕生日が5月なので姉。
優等生を装って猫を被っているが、共同生活1日目にして遥斗にファックサインを見られてしまい本性を明かす。
小学校の半ばから中学まで、あいつの母親は淫乱で3人も違う男の子を産んでて、そんな家の子だから私のことも汚い卑しい近寄るな、と苛められていた。優等生として結果を出せば表面上は受け入れられるので、猫を被らなければ生きていけなかった。
家族を大事にしたいが為に自分1人が我慢して何とかする生き方が身についているが、遥斗の『千紘を犠牲にしてまで家族を守りたいとは思わない』『そんなことをされても俺は家族として全然うれしくない』と説得されて心境に変化が現れる。
体育祭に来た克也が原因で本当のことを友達全員に説明することになり、受け入れられてからは徐々に軟化していった。
傍からはモテそうだと思われているが、自分の事で手一杯で自分に絡む恋愛に興味がないと明言している。ただし、他人の恋愛には興味がある。
遥斗に告白された時に自分でも気付いていなかった遥斗への気持ちを知り、恋人関係になる。
ケーキ好き。方向音痴。家事は料理・被服ともに得意。格闘ゲームが大好きでストレス解消によく使われる。髪を結う時に使うかんざしは護身用の武器と言っているが、本当のところは不明。
得意料理はオムライスとビーフシチューなど洋食が多い。
後日談では大学4年生、春からは社会人になる。永久就職はもう少しだけ先の予定。
苑田 遥巳（そのだ はるみ）
遥斗の姉。大学生。喫煙家。共同生活を始めた当初、一番暇だろうという理由で主婦を引き受ける。
動物好きでペットを飼いたいと思っているが家族が先に死ぬのは見たくないのでペットは飼わないようにしている。
タバコの臭いで瑞穂にくさいと言われ、地味に傷付いた。
中学の頃はセーラー服にメガネだったが家事ばかりやっていたので中学生らしくない自覚はあった。
後日談では語学留学中で盆や正月だけ帰ってくる。付き合っている彼氏がいるらしい。
明井 克也（あけい かつや）
千紘の兄。社会人。鞠の1人目の結婚相手の子供。185cm。中学の頃はグレてて相当遊んでいた。本人にとっては黒歴史である。高校はサッカー部だったが一度も行った事の無いない幽霊部員だった。
中学高校どちらも学ラン。
共同生活を始めた時に遥斗にとっておきのAVを貸すが、妹モノは無かった。
グレていた時は周囲が女ばかりだったのでどうすればいいか判らず、空回って嫌気がさしてでも放っておけなくて1人でグルグル回っていた。
休んでいた子の牛乳まで飲んでいたやんちゃ坊主だったらしく、最高記録は10本。
甘すぎるものとブロッコリーが苦手。空気の読めないお馬鹿キャラ。結果としてその行動が良い方向に傾くこともある。
後日談では殆ど変わらないがお腹が出っ張ってきているらしい。家族の中で唯一遥斗と千紘の関係に気付いていなかった。
明井 瑞穂（あけい みずほ）
千紘の妹。小学1年→2年。鞠がホステス時代に関係を持った人の子供。
人見知りで最初は遥斗と接する時も何かを間に挟まなければ話せなかった。一時、遥斗からはいつも全身が見えない様子を例えてヤドカリみたいだと思われていた。
環境の変化によるストレスから風邪を引く、幼稚園に通い始めた時も小学校にあがった時も熱を出した。あまり体は丈夫ではない。
母親が恋しくて大泣きしていたが、遥斗の『お母さんがいなくても皆が側にいるから寂しくないよ』と千紘の『瑞穂に会えなくて寂しいのは、きっとお母さんも一緒なの』と、説得により体調を持ち直す。徐々に家族として周囲に溶け込んでいった。
ナッツ類が苦手。
後日談では中学生、料理が出来るようになった。
明井 鞠（あけい まり）
千紘、克也、瑞穂の母。2回離婚して誠一郎との結婚が3回目。唯一、苑田の籍に入った恋に生きる女。
誠一郎の海外転勤に2人だけで行きたいが、言ったら絶対に怒られると判った上で、黙ったまま行ってしまった。
いつだって恋愛が最優先で周囲の迷惑を度外視する。克也からは恋多き母と言われている。作るご飯はおいしくない。
後日談では東北へ転勤する誠一郎について行った、まだまだラブラブな関係。少し痩せた。遥斗と千紘の関係を一瞬で暴くなど恋には敏感。
苑田 誠一郎（そのだ せいいちろう）
遥斗、遥巳の父。海外転勤を機に鞠にプロポーズし、新婚旅行と偽って鞠と一緒に海外転勤した。しばらく日本に戻る予定はない。
後日談では東北へ転勤、鞠とはまだまだラブラブな関係。少し痩せた。

### 遥斗と千紘の友人、先輩、後輩
根津 茉由子（ねづ まゆこ）
高校3年。遥斗の近所に住む幼馴染。家政部部長、調理班と被服班の二つに分かれる家政部を一手に引き受けている。
遥斗に気があるようだが本当のところは不明。
海に行ったときに浮き輪に胸がつかえる作中最大の巨乳の持ち主。
紅山 翔吾（べにやま しょうご）
遥斗の高校1年からのクラスメイト。175cm。家政部所属。ただし食う専門で食器洗い係にされている。
学外に中学から付き合っている彼女がいる。
得意料理はカレーとかラーメン。胸を張って人に出せるレシピはない。
武蔵（むさし）
遥斗の高校1年からのクラスメイト。家政部所属。ただし食う専門で食器洗い係にされている。
背が低いことと彼女がいないのを気にしており、先輩だと思っていなかった事と年下で背の高い慧を嫌い、体育祭では『テメェを絶対に潰す!!』と個人を狙い澄まして宣言するほど。二衣奈とは気が合う。
身軽で体育祭の騎馬戦では前後の騎馬から一度にハチマキを奪う。実はサルじゃないかと思われている。
家庭教師から出されている宿題をこっそり翔吾に手伝ってもらっている。
中学の頃はグレていて、しょっちゅう遥斗の家に転がり込んでいた。その頃から遥巳と面識がある。
橘原 梨代（たちはら りよ）
遥斗の高校1年からのクラスメイト。千紘の転校後の最初の友達。水泳部と家政部のかけ持ち。体育祭で応援団もやる。料理も出来れば完璧だが、クッキーは10回目にしてようやく成功。
体育祭の応援団長をやっていた陣矢先輩のことをちょっといいなと思っている。
得意料理は型抜きクッキー。
辻 小鈴（つじ こすず）
遥斗の高校1年からのクラスメイト。千紘の転校後の最初の友達。家政部所属。同い年でクラスメイトで義理の姉弟の遥斗と千紘の関係をドラマや小説みたいで素敵と羨ましがっている。
翔吾のことが高校1年の秋ごろから気になっているが、彼女がいるので告白するつもりは無い。
得意料理はお菓子作り、ご飯ものはそこそこ。
祥ヶ崎 慧（しょうがさき けい）
高校1年。女子が多いという理由で家政部に入部した。実家は空手道場を経営。
ほぼ初対面の千紘にいきなり告白するが、その日のうちに振られる。加えてチャラチャラした男は大嫌いとまで言われている。
二衣奈とは昨日の夕飯に何が出たのか判るぐらいの仲の良さ。反抗期真っ盛りらしい。
香嶋 二衣奈（かしま にいな）
高校1年。空手部か柔道部に入ると言っていた武闘派、食い物目当てに家政部に入部したようだが本当のところは謎に包まれている。
料理は全然ダメでもやる気はある。慧とは兄弟のような間柄。慧の空手道場の期待の星で空手部の先輩からは時々呼び出しを受けている。

### 瑞穂の友人達
愛菜（あいな）
両親は喧嘩ばかりしているのが不満らしい。
そうた
瑞穂と愛菜と一緒に宿題をやる。

## 書誌情報
- 藤こよみ 『このこここのこ』 一迅社〈IDコミックス REXコミックス〉、全3巻
  1. 2009年12月9日発売[3]、ISBN 978-4-7580-6178-0
  2. 2010年5月8日発売[4]、ISBN 978-4-7580-6195-7
  3. 2010年11月27日発売[5]、ISBN 978-4-7580-6225-1